# Matthieu Dafreville
Yves Matthieu Dafreville, (* 17. března 1982 v Saint-Pierre, Réunion) je bývalý francouzský zápasník – judista kreolského původu.

## Sportovní kariéra
Připravoval se v klubu Levallois SC pod vedením Benoît Camparguea. V roce 2008 si vybojoval nominaci na olympijské hry v Pekingu a patřil k černým koňum turnaje. V semifinále však nezvládl taktický duel s Alžířanem Ammárem bin Jachlefem. V následném boji o třetí místo hrubě chyboval a nechal se hodit na ippon Egypťanem Hišámem Misbahem. Obsadil 5. místo.
V roce 2009 měl vynikající vstup do sezony, ale v přípravě na mistrovství Evropy v Tbilisi si natrhl pravý stehenní sval a podstoupil operaci. Rekonvalescence se protáhla na dlouhé dva roky a následný návrat v roce 2011 se zcela nevydařil. Potom co se v roce 2012 nekvalifikoval na olympijské hry v Londýně ukončil sportovní kariéru.

### Vítězství
- 2009 - 2x světový pohár (Paříž, Hamburk)

## Výsledky
| Turnaj             | 2001             | 2002             | 2003             | 2004             | 2005         | 2006         | 2007         | 2008         | 2009         | 2010         | 2011         | 2012         |
| Turnaj             | 19               | 20               | 21               | 22               | 23           | 24           | 25           | 26           | 27           | 28           | 29           | 30           |
| Turnaj             | polostřední váha | polostřední váha | polostřední váha | polostřední váha | střední váha | střední váha | střední váha | střední váha | střední váha | střední váha | střední váha | střední váha |
| ------------------ | ---------------- | ---------------- | ---------------- | ---------------- | ------------ | ------------ | ------------ | ------------ | ------------ | ------------ | ------------ | ------------ |
| Olympijské hry     |                  |                  |                  | —                |              |              |              | 5.           |              |              |              | —            |
| Mistrovství světa  | —                |                  | —                |                  | —            |              | úč.          |              | —            | —            | úč.          |              |
| Mistrovství Evropy | —                | —                | —                | —                | —            | —            | —            | 7.           | —            | —            | úč.          | úč.          |
| ME juniorů         | 5.               |                  |                  |                  |              |              |              |              |              |              |              |              |